# تاکی‌متر (ساعت‌سازی)

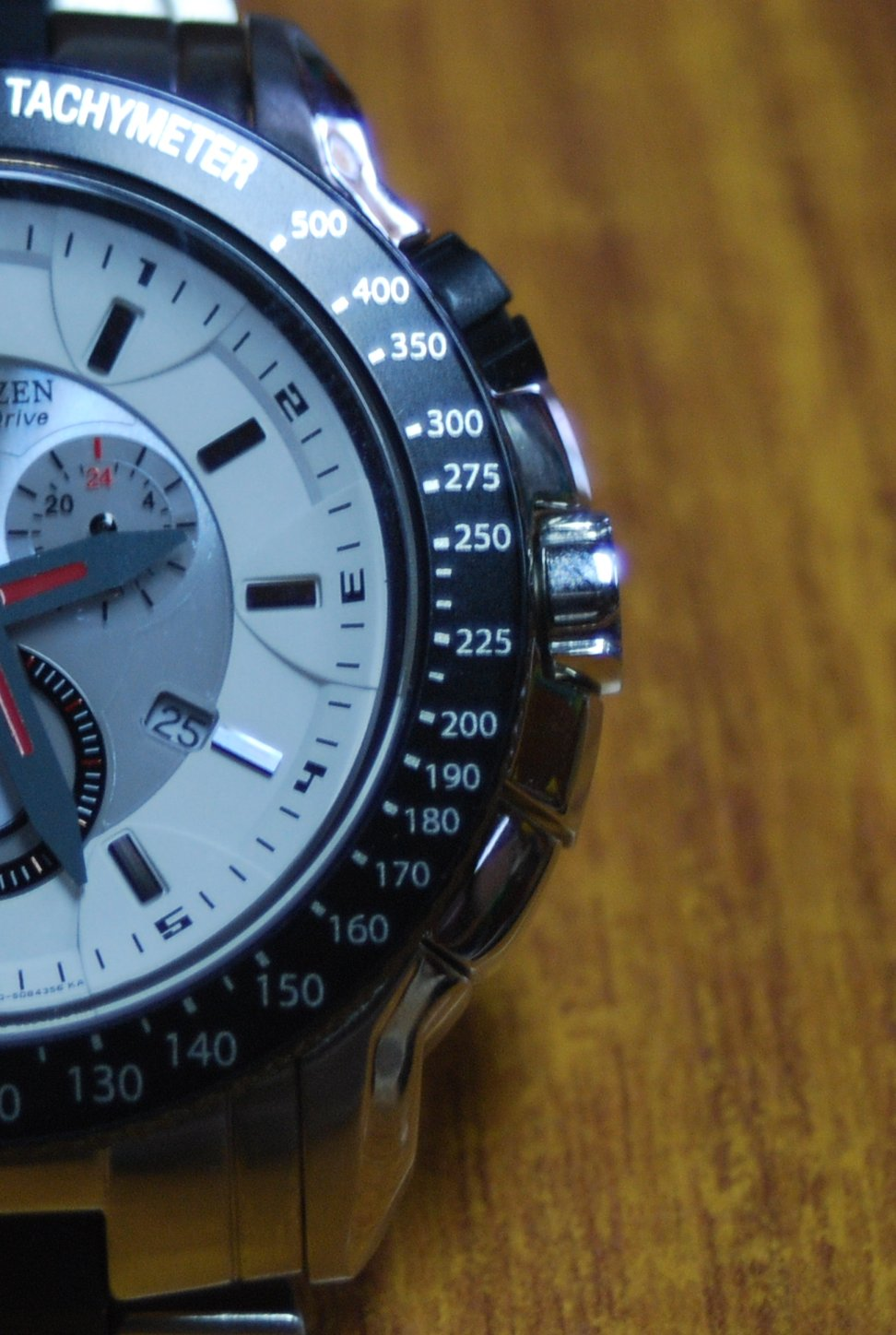
اعداد تاکی‌متر بر روی بزل ساعت مچی

تاکی‌متر یا تَکی‌متر (به انگلیسی: Tachymeter، /tæˈkɪmətər/) نام معیاری است که به صورت مدرج بر روی صفحه ساعت‌های آنالوگ چاپ می‌شود. این معیار برای محاسبه سرعت بر 
حسب زمان طی شده در یک مسافت مشخص یا محاسبه مسافت طی شده بر حسب سرعت در یک زمان مشخص کاربرد دارد. محاسبه
پارامترهای یادشده (سرعت یا مسافت) با استفاده از این وسیله ارتباطی به واحد اندازه‌گیری (مانند کیلومتر،مایل ،....) ندارد و می‌توان از هر واحدی استفاده کرد مشروط بر اینکه در تمام محاسبات فوق یک واحد در نظر گرفته شود. یکی از کاربردهای دیگر این وسیله در صنعت برای محاسبه تعداد قطعات تولیدی در یک ساعت می‌باشد.